# Erland Colliander
Carl Erland Colliander, född 9 oktober 1878 i Adolf Fredriks församling i Stockholm, död 28 februari 1949 i Vansbro (folkbokförd i Stockholm), var en svensk skådespelare.

## Biografi
Colliander filmdebuterade 1912 i Victor Sjöströms kortfilm Ett hemligt giftermål eller Bekännelsen på dödsbädden, och han kom att medverka i drygt 40 filmproduktioner. I vissa produktioner med tidsenlig antisemitisk slagsida, som t ex i Panik från 1939, fick han gestalta judiska karaktärer, vilket även passade bra då han var av delvis judisk härkomst. På intet sätt var han antisemit själv men dåvarande omvärlden påverkade naturligtvis även filmindustrin. Colliander avled i Vansbro under Riksteaterns turné med August Strindbergs pjäs Påsk.
Han gifte sig med skådespelaren Martha Josefson år 1913. De är begravda på Norra begravningsplatsen utanför Stockholm.

## Filmografi i urval
- 1912 – Ett hemligt giftermål eller Bekännelsen på dödsbädden
- 1912 – I lifvets vår
- 1913 – Blodets röst
- 1916 – Havsgamar
- 1917 – Vem sköt?
- 1930 – Ulla, min Ulla
- 1931 – Markurells i Wadköping
- 1934 – Anderssonskans Kalle
- 1936 – 65, 66 och jag
- 1937 – Ryska snuvan
- 1937 – En flicka kommer till sta'n
- 1938 – Dollar
- 1939 – Landstormens lilla Lotta
- 1939 – I dag börjar livet
- 1939 – Filmen om Emelie Högqvist
- 1939 – Panik
- 1940 – Stål
- 1944 – Mitt folk är icke ditt
- 1944 – Nyordning på Sjögårda
- 1944 – Flickan och Djävulen
- 1944 – Kejsarn av Portugallien
- 1946 – Hotell Kåkbrinken
- 1946 – Klockorna i Gamla Sta'n
- 1946 – Begär
- 1947 – Onda ögon
- 1948 – Intill helvetets portar
- 1949 – Sjösalavår

## Teater

### Roller (ej komplett)
| År   | Roll                                       | Produktion                                                                                | Regi               | Teater                      |
| ---- | ------------------------------------------ | ----------------------------------------------------------------------------------------- | ------------------ | --------------------------- |
| 1898 | En betjänt                                 | Gurli Petrus Holmiensis                                                                   |                    | Dramatiska Teatern          |
| 1900 | Firmin                                     | Colinette G. Lenotre och Gabriel Martin                                                   |                    | Vasateatern                 |
| 1909 | Konservatorn                               | Jul August Strindberg                                                                     |                    | Collianderska sällskapet    |
| 1910 | Ryttmästarn                                | Fadren August Strindberg                                                                  |                    | Collianderska sällskapet    |
| 1910 | Den äkta mannen                            | Lili Hervé, Alfred Hennequin och Albert Millaud                                           |                    | Anna Norries sällskap       |
| 1915 | Malachow                                   | Attentatet (Narrentanz) Leo Birinski                                                      | Emil Grandinson    | Intima teatern              |
| 1915 | Simpel                                     | Muntra fruarna i Windsor (The Merry Wives of Windsor) William Shakespeare                 | Emil Grandinson    | Intima teatern              |
| 1915 |                                            | Den politiske kannstöparen (Den politiske kandestøber) Ludvig Holberg                     | Einar Fröberg      | Intima teatern              |
| 1925 |                                            | Kärlek och landstorm Gideon Wahlberg och Walter Stenström                                 |                    | Tantolundens friluftsteater |
| 1927 | Den gamle                                  | Sagan om det fula trollets hjärta Ludde Sunnerstedt                                       | Arvid Petersén     | Södra Teatern               |
| 1929 | Ede                                        | Tolvskillingsoperan (Die Dreigroschenoper) Bertolt Brecht och Kurt Weill                  | Ernst Eklund       | Komediteatern               |
| 1929 |                                            | Passagerare byta tåg Oscar Rydqvist                                                       | Sandro Malmquist   | Sandro Malmquist-turnén     |
| 1930 | Gardiner Cranmer, ärkebiskop av Canterbury | Henrik VIII (The Famous History of the Life of King Henry the Eighth) William Shakespeare | Thomas Warner      | Oscarsteatern               |
| 1930 | Emil Juhl, direktör                        | Årgång 30 (Aargang 1929) Jens Locher                                                      | Tollie Zellman     | Teatern vid Sveavägen       |
| 1930 | Brukspatron Werner                         | En herrgårdssägen Selma Lagerlöf                                                          | Einar Fröberg      | Mindre teatern              |
| 1931 | Kusken Karl Otto                           | Dunungen Selma Lagerlöf                                                                   | Gustaf Linden      | Skansenteatern              |
| 1931 | Vestman                                    | Johanson och Vestman Karl Staaf                                                           | Eric Malmberg      | Nya Intima teatern          |
| 1931 | Blau                                       | Till polisens förfogande (Voruntersuchung) Max Alsberg och Otto Ernst Hesse               | Harry Roeck-Hansen | Blancheteatern              |
| 1931 | Doktor Samuel                              | Tredubbelt gifta (Abieʼs Irish Rose) Anne Nichols                                         | Semmy Friedmann    | Blancheteatern              |
| 1932 | Isadore, pantlånare                        | Tjuvar och hedersmän (Turn To the Right ) Winchell Smith                                  | Oscar Lund         | Folkteatern                 |
| 1938 | David                                      | Virveln (The Vortex) Noël Coward                                                          | Sandro Malmquist   | Nya Teatern                 |
| 1939 | Burke                                      | Du är min (Tomorrow and Tomorrow) Philip Barry                                            | Sandro Malmquist   | Nya Teatern                 |
| 1939 | Kardinal Sozzi                             | Segraren (Sejren) Kaj Munk                                                                | Sandro Malmquist   | Nya teatern                 |
| 1941 | Gubben Hummel                              | En spöksonat August Strindberg                                                            | Ingmar Bergman     | Medborgarteatern            |
| 1943 | Professor Tygesen                          | Geografi och kärlek (Geografi og Kærlighed) Bjørnstjerne Bjørnson                         | Ingmar Bergman     | Folkparksturné              |
| 1947 | Lignière                                   | Cyrano de Bergerac Edmond Rostand                                                         | Sandro Malmquist   | Oscarsteatern               |

### Fotnoter
1. 1 2  ”Erland Colliander”. Svensk Filmdatabas. http://www.sfi.se/sv/svensk-filmdatabas/Item/?type=PERSON&itemid=57558&ref=%2ftemplates%2fSwedishFilmSearchResult.aspx%3fid%3d1225%26epslanguage%3dsv%26searchword%3dErland+Colliander%26type%3dPerson%26match%3dBegin%26page%3d1%26prom%3dFalse. Läst 20 februari 2013.
2. ↑  Dagens Nyheter, 2 mars 1949, sid. 3
3. ↑  SvenskaGravar
4. ↑  ”Teater och Musik”. Svenska Dagbladet:  s. 3. 19 januari 1898. http://tidningar.kb.se/1767385/1898-01-19/edition/0/part/1/page/3/?q=%22de%20wahl%22&sort=asc&freeonly=1&from=1898-01-01&to=1899-12-31&page=1. Läst 15 november 2015.
5. ↑  ”Teaterannons”. Dagens Nyheter:  s. 3. 14 februari 1900. http://arkivet.dn.se/tidning/1900-02-14/10742a/3. Läst 25 februari 2017.
6. ↑  John (28 december 1909). ”Falu Teater: En Strindbergspremiär”. Dalpilen:  s. 2. https://tidningar.kb.se/2634175/1909-12-28/edition/12548/part/1/page/1. Läst 15 april 2020.
7. ↑  ”Söderhamn”. Söderhamns Tidning:  s. 2. 6 april 1910. https://tidningar.kb.se/2822350/1910-04-06/edition/149564/part/1/page/2. Läst 15 april 2020.
8. ↑  ”Anna Norries reentré som teaterdirektris”. Dagens Nyheter:  s. 8. 9 september 1910. http://arkivet.dn.se/tidning/1910-09-09/14491/8. Läst 9 mars 2017.
9. ↑  ”Attentatet”. Musikverket. http://calmview.musikverk.se/CalmView/Record.aspx?src=CalmView.Performance&id=PERF29374&pos=59. Läst 14 maj 2016.
10. ↑  ”Muntra fruarna i Windsor”. Musikverket. http://calmview.musikverk.se/CalmView/Record.aspx?src=CalmView.Performance&id=PERF29379&pos=64. Läst 14 maj 2016.
11. ↑  ”Den politiske kannstöparen”. Musikverket. http://calmview.musikverk.se/CalmView/Record.aspx?src=CalmView.Performance&id=PERF29382&pos=65. Läst 14 maj 2016.
12. ↑  ”Friluftsteatrarnas premiär”. Dagens Nyheter:  s. 9. 31 maj 1925. http://arkivet.dn.se/arkivet/tidning/1925-05-31/145/9. Läst 17 januari 2016.
13. ↑  ”Två barnpremiärer före jul: Sagospelet på Södran”. Dagens Nyheter:  s. 8. 11 december 1927. http://arkivet.dn.se/arkivet/tidning/1927-12-11/337/8. Läst 12 juni 2016.
14. ↑  ”Tolvskillingsoperan”. Musikverket. http://calmview.musikverk.se/CalmView/Record.aspx?src=CalmView.Performance&id=PERF24157&pos=12. Läst 13 maj 2016.
15. ↑  ”Teater, Musik och Film”. Dagens Nyheter:  s. 9. 23 december 1929. http://arkivet.dn.se/arkivet/tidning/1929-12-23/350/9. Läst 7 april 2016.
16. ↑  ”Teater, Musik och Film: Rollistan till 'Henrik VIII'”. Dagens Nyheter. 6 mars 1930. http://arkivet.dn.se/arkivet/tidning/1930-03-06/63/11. Läst 11 maj 2016.
17. ↑  ”Teater Musik och Film: Bror Olsson på Teatern vid Sveavägen”. Dagens Nyheter:  s. 11. 7 oktober 1930. http://arkivet.dn.se/arkivet/tidning/1930-10-07/272/11. Läst 6 januari 2016.
18. ↑  Bo Bergman (8 oktober 1930). ”'Årgång 1930' vid Sveavägen”. Dagens Nyheter:  s. 11. http://arkivet.dn.se/arkivet/tidning/1930-10-08/273/11. Läst 6 januari 2016.
19. ↑  ”Teater Musik och Film”. Dagens Nyheter:  s. 16. 14 december 1930. https://arkivet.dn.se/tidning/1930-12-14/340/16. Läst 24 januari 2021.
20. ↑  ”Dunungen”. Musikverket. https://calmview.musikverk.se/CalmView/Record.aspx?src=CalmView.Performance&id=P10966&pos=7. Läst 22 juli 2019.
21. ↑  ”Johanson och Vestman”. Musikverket. http://calmview.musikverk.se/CalmView/Record.aspx?src=CalmView.Performance&id=PERF23214&pos=142. Läst 9 april 2016.
22. ↑  ”Till polisens förfogande”. Musikverket. http://calmview.musikverk.se/CalmView/Record.aspx?src=CalmView.Performance&id=PERF22093&pos=62. Läst 9 april 2016.
23. ↑  ”Tredubbelt gifta”. Musikverket. http://calmview.musikverk.se/CalmView/Record.aspx?src=CalmView.Performance&id=PERF22094&pos=63. Läst 9 april 2016.
24. ↑  Bo Bergman (17 januari 1932). ”'Tjuvar och hedersmän' på Folkteatern”. Dagens Nyheter:  s. 4. http://arkivet.dn.se/arkivet/tidning/1932-01-17/15/4. Läst 3 januari 201.
25. ↑  ”Virveln”. Musik- och Teaterbiblioteket. https://calmview.musikverk.se/CalmView/Record.aspx?src=CalmView.Performance&id=PERF13860&pos=1. Läst 31 december 2024.
26. ↑  ”Du är min”. Musik- och Teaterbiblioteket. https://calmview.musikverk.se/CalmView/Record.aspx?src=CalmView.Performance&id=PERF13868&pos=768. Läst 3 mars 2025.
27. ↑  O. R-t. (15 februari 1939). ”Kaj Munk-premiär på Nya teatern.”. Dagens Nyheter:  s. 11. https://arkivet.dn.se/tidning/1939-02-15/11161-44/11. Läst 3 januari 2025.
28. ↑  ”En spöksonat”. Stiftelsen Ingmar Bergman. http://ingmarbergman.se/verk/en-sp%C3%B6ksonat. Läst 15 oktober 2015.
29. ↑  ”Geografi och kärlek”. Stiftelsen Ingmar Bergman. http://ingmarbergman.se/verk/geografi-och-kärlek. Läst 15 oktober 2015.
30. ↑  ”Cyrano de Bergerac”. Musikverket. http://calmview.musikverk.se/CalmView/Record.aspx?src=CalmView.Performance&id=PERF24977&pos=26. Läst 3 juni 2015.